# Guillermo Molina
Guillermo Molina Ríos (Ceuta, 16 marzo 1984) è un ex pallanuotista e allenatore di pallanuoto spagnolo naturalizzato italiano, allenatore della Rari Nantes Sori.

## Biografia
Molina è padre di tre figli di nome Leonardo, Manuel e Liam.
Ha trascorso gran parte della carriera in Italia, dove con la Pro Recco ha conquistato svariati titoli a livello nazionale ed internazionale. Con la calottina della sua nazionale si è invece laureato campione del mondo nel 2001, a Fukuoka.
Ottenuta la cittadinanza italiana per matrimonio, il 16 febbraio 2018 ha esordito a Palermo con l'Italia in una partita di Coppa Europa contro la Germania. Ha segnato un gol.

## Palmarès

### Club
- Campionato italiano: 6

Pro Recco: 2009-10, 2010-11, 2011-12, 2016-17, 2017-18, 2018-19
- Campionato spagnolo: 2

Barcellona: 2003-04, 2004-05
- Copa del Rey: 1

Barcellona: 2003
- Coppe Italia: 5

Pro Recco: 2009-10, 2010-11, 2016-17, 2017-18, 2018-19
- Coppa dei Campioni/Eurolega: 2

Pro Recco: 2009-10, 2011-12
- Supercoppa LEN: 1

Pro Recco: 2010
- Lega Adriatica: 1

Pro Recco: 2011-12
- Coppe LEN: 2

Barcellona: 2003-04
AN Brescia: 2015-16

### Nazionale
- Mondiali

Fukuoka 2001: 
Melbourne 2007: 
Roma 2009: 
- Europei

Belgrado 2006: 
- World League

Patrasso 2002: 
Atene 2006: 
- Giochi del Mediterraneo

Tunisi 2001: 
Almeria 2005: 
Pescara 2009: